# Municipio de Solomon-District 3
El municipio de Solomon-District 3 (en inglés: Solomon-District 3 Township) es un municipio ubicado en el condado de Norton en el estado estadounidense de Kansas. En el año 2010 tenía una población de 180 habitantes y una densidad poblacional de 0,36 personas por km².

## Geografía
El municipio de Solomon-District 3 se encuentra ubicado en las coordenadas 39°40′8″N 99°45′54″O / 39.66889, -99.76500. Según la Oficina del Censo de los Estados Unidos, el municipio tiene una superficie total de 495.74 km², de la cual 495,62 km² corresponden a tierra firme y (0,02 %) 0,12 km² es agua.

## Demografía
Según el censo de 2010, había 180 personas residiendo en el municipio de Solomon-District 3. La densidad de población era de 0,36 hab./km². De los 180 habitantes, el municipio de Solomon-District 3 estaba compuesto por el 98,33 % blancos, el 1,11 % eran amerindios y el 0,56 % eran de una mezcla de razas. Del total de la población el 0 % eran hispanos o latinos de cualquier raza.